# Вулиця Сластіона (Львів)
Ву́лиця Сластіо́на — вулиця в Залізничному районі Львова на Левандівці. З'єднує Вигоди та Гніздовського і проходить паралельно до вулиці Широкої; перетинається з Низинною під прямим кутом. Вулиця має ґрунтове покриття, місцями асфальт, хідників не має. Нумерація будинків ведеться від Вигоди.

## Історія
Від 1958 року вулиця мала назву Низинна бічна. 1993 року була перейменована на честь українського художника й етнографа Опанаса Сластіона.
Забудова: двоповерховий конструктивізм 1930-х років, одноповерхова садибна забудова. Будинок № 58, збудований у 1960—1970-х роках, як гуртожиток для працівників Львівської залізниці, ухвалою ЛМР від 26 вересня 2002 року були прийняті у власність територіальної громади міста Львова.

## Галерея

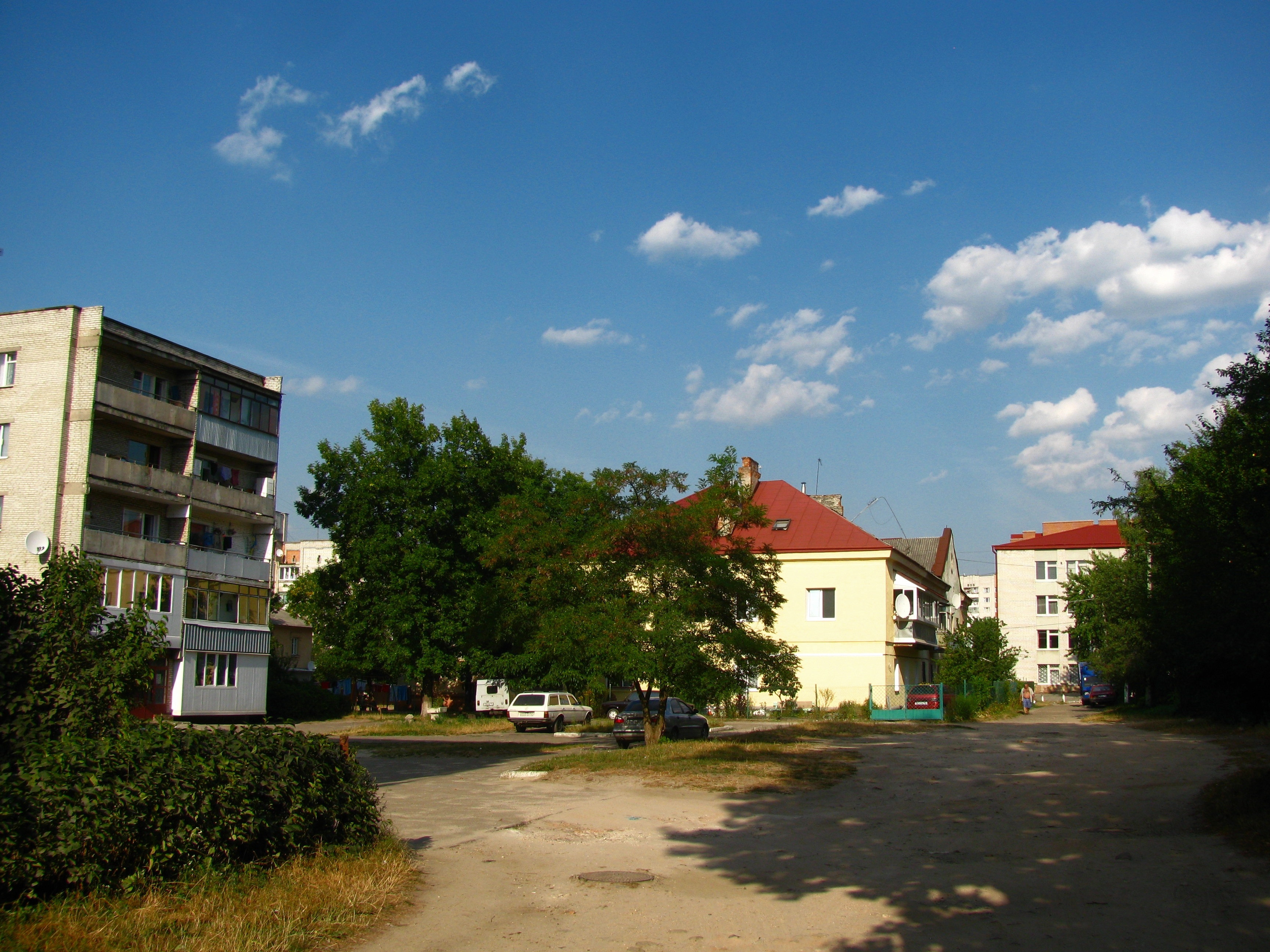
Середня частина вулиці Сластіона
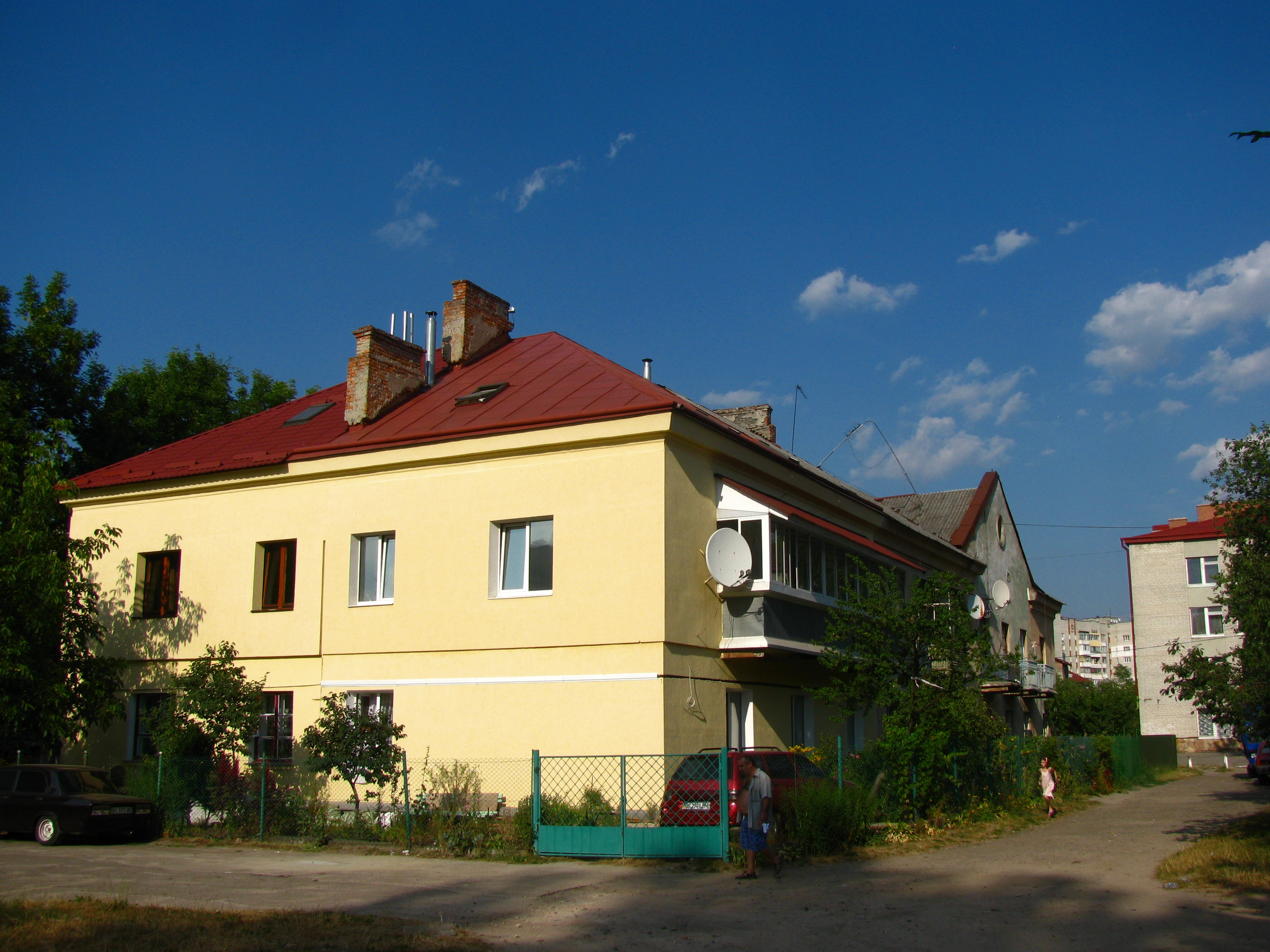
Фасад будинку на Вигоди, 46 від вулиці Сластіона